# Nati il 31 gennaio
| Questa pagina contiene informazioni ricavate automaticamente dalle voci biografiche con l'ausilio del template Bio e di un bot. L'aggiornamento è periodico e automatico e ricostruisce completamente la pagina. Se manca una persona in questa lista, sei pregato di non aggiungerla, ma accertati piuttosto che la sua voce biografica contenga il template Bio e che i dati anagrafici siano correttamente compilati. Se il template Bio manca, inseriscilo tu stesso o, in alternativa, metti l'avviso {{tmp\|Bio}} che ne segnala la mancanza. Se i dati riportati sono sbagliati, correggi direttamente la voce biografica; le modifiche saranno visibili in questa lista entro pochi giorni. Per chiarimenti vedi il progetto biografie. La lista contiene solo le 1.232 persone che sono citate nell'enciclopedia e per le quali è stato implementato correttamente il template Bio. Pagina aggiornata al 17 ago 2025. |

## I secolo a.C.(1)
- 36 a.C. - Antonia minore, nobildonna romana († 37)

## IX secolo(1)
- 877 - Taejo di Goryeo, sovrano coreano († 943)

## XV secolo(2)
- 1467 - Giorgio Andreasi, vescovo cattolico italiano († 1549)
- 1498 - Tiberio Crispo, cardinale e vescovo cattolico italiano († 1566)

## XVI secolo(8)
- 1512 - Enrico I del Portogallo, cardinale, sovrano e arcivescovo cattolico portoghese († 1580)
- 1517 - Gioseffo Zarlino, compositore, teorico musicale e religioso italiano († 1590)
- 1530 - Ōtomo Sōrin, militare giapponese († 1587)
- 1543 - Tokugawa Ieyasu, militare giapponese († 1616)
- 1565 - Ikeda Terumasa, militare giapponese († 1613)
- 1584 - Wratislaw I von Fürstenberg, militare ceco († 1631)
- 1585 - Daniel Schwenter, matematico, inventore e poeta tedesco († 1636)
- 1597 - Giovanni Francesco Régis, presbitero e gesuita francese († 1640)

## XVII secolo(14)
- 1607 - James Stanley, VII conte di Derby, politico e militare inglese († 1651)
- 1616 - Ermanno Adolfo di Lippe-Detmold, nobile tedesco († 1666)
- 1620 - Giorgio Federico di Waldeck, generale tedesco († 1692)
- 1624 - Arnold Geulincx, filosofo fiammingo († 1669)
- 1633 - Nathaniel Crew, III barone di Crew, vescovo anglicano britannico († 1721)
- 1633 - Federigo Nomi, presbitero, poeta e latinista italiano († 1705)
- 1657 - Benedetto Falconcini, vescovo cattolico, giurista e scrittore italiano († 1724)
- 1672 - Grigorij Petrovič Černyšëv, ufficiale russo († 1745)
- 1673 - Luigi Maria Grignion de Montfort, presbitero francese († 1716)
- 1684 - Louis Caravaque, pittore francese
- 1684 - Federico di Nassau-Zuylestein, III conte di Rochford, nobile inglese († 1738)
- 1685 - Girolamo de Bardi, cardinale italiano († 1761)
- 1686 - Hans Egede, missionario, esploratore e vescovo luterano norvegese († 1758)
- 1698 - Giovannetta Antonietta di Sassonia-Eisenach, principessa († 1726)

## XVIII secolo(42)
- 1715 - Giovanni Fagnano dei Toschi, matematico italiano († 1797)
- 1718 - Domenico Schiavi, architetto italiano († 1795)
- 1725 - Joseph Sperges, avvocato e diplomatico austriaco († 1791)
- 1734 - Joseph Anton von Auersperg, cardinale e vescovo cattolico austriaco († 1795)
- 1735 - J. Hector St. John de Crèvecœur, scrittore francese († 1813)
- 1736 - Placido Bordoni, letterato e storico italiano († 1821)
- 1739 - Alessio Tulli, patriota e storico italiano († 1799)
- 1741 - Theodor Gottlieb von Hippel, scrittore tedesco († 1796)
- 1742 - Giovanni Castiglione, cardinale e vescovo cattolico italiano († 1815)
- 1745 - Carlo Giuseppe d'Asburgo-Lorena, nobile austriaco († 1761)
- 1745 - François Barbé-Marbois, politico francese († 1837)
- 1746 - Federico Luigi di Hohenlohe-Ingelfingen, nobile e generale prussiano († 1818)
- 1751 - Jean François Carteaux, generale e pittore francese († 1813)
- 1756 - Maria Teresa di Savoia, principessa († 1805)
- 1759 - François Devienne, compositore, flautista e fagottista francese († 1803)
- 1761 - Wilson Cary Nicholas, politico statunitense († 1820)
- 1762 - Lachlan Macquarie, generale scozzese († 1824)
- 1764 - Domenico Scinà, fisico e storico italiano († 1837)
- 1767 - Francesco Basili, compositore italiano († 1850)
- 1767 - Jean-Joseph Delplancq, vescovo cattolico belga († 1834)
- 1768 - Giuseppe Saitta, vescovo cattolico italiano († 1838)
- 1769 - André-Jacques Garnerin, inventore francese († 1823)
- 1772 - Giordano de Bianchi Dottula, letterato e politico italiano († 1846)
- 1773 - Luigi Pichler, incisore italiano († 1854)
- 1774 - Maria Drago, italiana († 1852)
- 1778 - Franz Anton von Kolowrat-Liebsteinsky, politico e militare austriaco († 1861)
- 1779 - Luigi Mola di Larizzate, nobile italiano († 1865)
- 1783 - Gaud Amable Hugon, ammiraglio e senatore francese († 1862)
- 1785 - Konstantin von Benckendorff, generale e diplomatico russo († 1828)
- 1785 - Charles Green, britannico († 1870)
- 1785 - Henry Pelham-Clinton, IV duca di Newcastle, politico inglese († 1851)
- 1787 - Ulric Guttinguer, scrittore e poeta francese († 1866)
- 1788 - Felice Romani, librettista, poeta e critico musicale italiano († 1865)
- 1791 - Antonio Zanolini, politico italiano († 1877)
- 1792 - Salvatore Betti, letterato italiano († 1882)
- 1795 - Gabriele Ferretti, cardinale italiano († 1860)
- 1796 - Joseph Paul Gaimard, naturalista francese († 1858)
- 1796 - Nathaniel Jocelyn, pittore e incisore statunitense († 1881)
- 1796 - Wilhelm Gotthelf Lohrmann, astronomo, cartografo e meteorologo tedesco († 1845)
- 1797 - Franz Schubert, compositore austriaco († 1828)
- 1798 - Carl Gottlieb Reißiger, compositore tedesco († 1859)
- 1799 - Rodolphe Töpffer, fumettista, illustratore e scrittore svizzero († 1846)

## XIX secolo(163)
- 1801 - François-Désiré Froment-Meurice, orafo francese († 1855)
- 1802 - Jan van Speijk, militare olandese († 1831)
- 1804 - József Bajza, poeta e critico letterario ungherese († 1858)
- 1804 - Lucien Jottrand, avvocato e politico belga († 1877)
- 1810 - Angelo Tamburelli, politico italiano († 1882)
- 1812 - Martino Anzi, botanico, naturalista e presbitero italiano († 1883)
- 1812 - Carl Ludwig Kirschbaum, entomologo tedesco († 1880)
- 1813 - Agostino Depretis, politico italiano († 1887)
- 1815 - Victoire Brielle, religiosa francese († 1847)
- 1815 - Pedro Diez Canseco, politico peruviano († 1893)
- 1818 - Josephine Dubray, fotografa francese († 1903)
- 1818 - Julie Schwabe, filantropa e pedagogista tedesca († 1896)
- 1818 - Carlo Luigi di Borbone-Spagna, nobile spagnolo († 1861)
- 1819 - Jean-Augustin Barral, scienziato, chimico e agronomo francese († 1884)
- 1819 - William Pakenham, IV conte di Longford, politico irlandese († 1887)
- 1820 - Francesco Sangalli, compositore italiano († 1892)
- 1823 - Joseph-Jean-Pierre Laurent, astronomo francese († 1900)
- 1824 - Leopoldo di Sassonia-Coburgo-Koháry, principe tedesco († 1884)
- 1827 - Marie Cabel, soprano belga († 1885)
- 1827 - Francesco Cavalletti Rondinini, nobile e politico italiano († 1880)
- 1827 - Francesca Lutti, poetessa italiana († 1878)
- 1828 - Ludwig Fischer, botanico svizzero († 1907)
- 1830 - James Blaine, politico statunitense († 1893)
- 1830 - Nikolaj Pavlovič Lomakin, militare russo († 1902)
- 1831 - Benedetto De Lisi, scultore italiano († 1875)
- 1834 - Carl Gustaf Estlander, storico dell'arte e scrittore finlandese († 1910)
- 1834 - Lise Tautin, soprano francese († 1874)
- 1834 - Corrado Tommasi Crudeli, medico e politico italiano († 1900)
- 1835 - Lunalilo delle Hawaii, sovrano († 1874)
- 1836 - Leone Fontana, avvocato, bibliografo e politico italiano († 1905)
- 1836 - John Bates Thurston, diplomatico e politico britannico († 1897)
- 1837 - Charles de Gaulle, scrittore francese († 1880)
- 1841 - Samuel Loyd, scacchista e compositore di scacchi statunitense († 1911)
- 1844 - Victor Thorn, politico lussemburghese († 1930)
- 1845 - Alexis Hagron, generale francese († 1909)
- 1848 - Nathan Straus, imprenditore tedesco († 1931)
- 1849 - Giuseppe Spatz, imprenditore e politico tedesco († 1909)
- 1850 - Emma Perodi, giornalista e scrittrice italiana († 1918)
- 1851 - Ernst Bessel Hagen, fisico tedesco († 1923)
- 1852 - Costantino Barbella, scultore italiano († 1925)
- 1852 - Arcangelo Rotunno, presbitero, archeologo e scrittore italiano († 1938)
- 1852 - Lev Aleksandrovič Tichomirov, giornalista, scrittore e rivoluzionario russo († 1923)
- 1854 - Leandro Caselli, ingegnere e architetto italiano († 1906)
- 1854 - Ludwig von Pastor, storico e diplomatico tedesco († 1928)
- 1855 - Georges Chicotot, medico, artista e militare francese († 1937)
- 1856 - Silvio Berti, politico e avvocato italiano († 1930)
- 1856 - Hermann von François, generale tedesco († 1933)
- 1857 - Casimiro Barello, italiano († 1884)
- 1857 - Ernesto Basile, architetto italiano († 1932)
- 1857 - Charles Barney Cory, ornitologo e golfista statunitense († 1921)
- 1858 - André Antoine, attore teatrale, regista teatrale e regista cinematografico francese († 1943)
- 1858 - Biagio Camagna, avvocato, politico e pubblicista italiano († 1922)
- 1858 - Percy Fairclough, calciatore inglese († 1947)
- 1858 - Giuseppe Lando Passerini, bibliotecario e critico letterario italiano († 1932)
- 1860 - Giuseppe Micali, pittore italiano († 1944)
- 1860 - Atrpet, scrittore armeno († 1937)
- 1860 - Fred Rains, regista e attore britannico († 1945)
- 1860 - Giggi Zanazzo, poeta, commediografo e antropologo italiano († 1911)
- 1861 - Jacques-Émile Blanche, pittore e scrittore francese († 1942)
- 1861 - Iōannīs Damianos, ammiraglio e politico greco († 1920)
- 1861 - Frédéric Sy, astronomo francese († 1945)
- 1862 - Alberto Cavaciocchi, generale italiano († 1925)
- 1862 - Eugène Gaillard, designer francese († 1933)
- 1862 - Vincenzo Maria Pintorno, direttore d'orchestra e flautista italiano († 1968)
- 1864 - Hilda Käkikoski, politica, scrittrice e docente finlandese († 1912)
- 1864 - Salvatore Riccobono, giurista italiano († 1958)
- 1865 - Henri Desgrange, pistard e giornalista francese († 1940)
- 1865 - Ulrich Thieme, storico dell'arte e lessicografo tedesco († 1922)
- 1865 - Travers Vale, regista inglese († 1927)
- 1866 - Henry Forster, I barone Forster, politico britannico († 1936)
- 1866 - Lev Isaakovič Šestov, filosofo e scrittore russo († 1938)
- 1867 - Manuel Portela Valladares, storico e politico spagnolo († 1952)
- 1867 - Alessandro Tedeschi, chirurgo italiano († 1940)
- 1868 - Louis Josserand, giurista francese († 1941)
- 1868 - Theodore William Richards, chimico statunitense († 1928)
- 1869 - Wilhelm Heye, generale tedesco († 1947)
- 1869 - Adolphe Messimy, politico francese († 1935)
- 1869 - John Kunkel Small, botanico statunitense († 1938)
- 1869 - Johannes Sobotta, anatomista tedesco († 1945)
- 1869 - Henry Carton de Wiart, politico belga († 1951)
- 1872 - Zane Grey, scrittore statunitense († 1939)
- 1872 - Rupert Hughes, scrittore, sceneggiatore e regista statunitense († 1956)
- 1872 - Giuseppe Signore, vescovo cattolico italiano († 1944)
- 1873 - Abel Albert, rugbista a 15 francese († 1919)
- 1873 - Melitta Bentz, inventrice tedesca († 1950)
- 1874 - Gabriel Moreau, attore e regista francese († 1933)
- 1875 - Max Bauer, generale tedesco († 1929)
- 1875 - Horace B. Carpenter, attore, regista e sceneggiatore statunitense († 1945)
- 1875 - Georges Robert, ammiraglio francese († 1965)
- 1875 - Santi Romano, giurista, magistrato e politico italiano († 1947)
- 1878 - Ugo Bono, avvocato, dirigente d'azienda e politico italiano († 1946)
- 1878 - Maurizio Rava, militare e pittore italiano († 1941)
- 1878 - Edward Mechling, mezzofondista statunitense († 1938)
- 1878 - Pio Semeghini, pittore italiano († 1964)
- 1879 - Georges Coindre, pistard francese († 1953)
- 1879 - Guglielmo Zorzi, commediografo, regista e sceneggiatore italiano († 1967)
- 1880 - Anthony Williamsen, pistard statunitense († 1956)
- 1881 - Arturo Abbà, pittore italiano († 1953)
- 1881 - Bruno Buozzi, sindacalista, politico e operaio italiano († 1944)
- 1881 - Irving Langmuir, fisico e chimico statunitense († 1957)
- 1882 - George Bonhag, mezzofondista, marciatore e siepista statunitense († 1960)
- 1882 - Ferdinand Ebner, filosofo austriaco († 1931)
- 1882 - Umberto Grilli, politico italiano († 1951)
- 1882 - Fritz Reuter Leiber, attore statunitense († 1949)
- 1882 - Carlo Melotti, generale italiano († 1958)
- 1883 - Torkild Garp, ginnasta danese († 1976)
- 1883 - Arthur Newton, maratoneta, mezzofondista e siepista statunitense († 1950)
- 1883 - Edmund Pueschel, ginnasta e multiplista statunitense († 1959)
- 1883 - Emil Voigt, mezzofondista britannico († 1973)
- 1883 - Valentin Zietara, grafico, illustratore e pittore tedesco († 1935)
- 1884 - Theodor Heuss, politico, giornalista e pubblicista tedesco († 1963)
- 1884 - Nathaniel Moore, golfista statunitense († 1910)
- 1884 - Jindřich Rezek, calciatore boemo († 1940)
- 1884 - Məhəmməd Rəsulzadə, politico azero († 1955)
- 1884 - Giambattista Scarpari, architetto e ingegnere italiano († 1962)
- 1885 - Gerald Loxley, aviatore e militare britannico († 1950)
- 1886 - Alfonso López Pumarejo, politico colombiano († 1959)
- 1886 - Väinö Tiiri, ginnasta finlandese († 1966)
- 1886 - George Neville Watson, matematico inglese († 1965)
- 1887 - Charley Johnson, lottatore statunitense († 1967)
- 1887 - Giuseppe Zirpolo, zoologo italiano († 1943)
- 1888 - Oda Alstrup, attrice danese († 1964)
- 1888 - Leonardo Azzarita, giornalista italiano († 1976)
- 1888 - Bernardo Giner de los Ríos, architetto, scrittore e politico spagnolo († 1970)
- 1889 - Quirino Armellini, generale italiano († 1975)
- 1889 - Ella Cara Deloria, educatrice, antropologa e etnografa statunitense († 1971)
- 1889 - Raimondo Franchetti, esploratore italiano († 1935)
- 1889 - Francisco Javier Ochoa Ullate, vescovo cattolico spagnolo († 1976)
- 1889 - Frederico Paredes, schermidore portoghese († 1972)
- 1890 - John Zander, mezzofondista svedese († 1967)
- 1891 - Luigi Biancheri, ammiraglio italiano († 1950)
- 1891 - Andy Cunningham, calciatore e allenatore di calcio scozzese († 1973)
- 1891 - Margherita Nugent, scrittrice, critica d'arte e collezionista d'arte italiana († 1954)
- 1891 - Silvio Peruzzi, calciatore italiano
- 1892 - Heinrich Bongartz, militare e aviatore tedesco († 1946)
- 1892 - Eddie Cantor, comico, attore e sceneggiatore statunitense († 1964)
- 1892 - Ozaki Kihachi, poeta giapponese († 1974)
- 1893 - Camillo Bellieni, politico e storico italiano († 1975)
- 1893 - Hryhorij Lakota, vescovo cattolico ucraino († 1950)
- 1893 - Arkadij Aleksandrovič Plastov, pittore e incisore russo († 1972)
- 1893 - Freya Stark, viaggiatrice e scrittrice britannica († 1993)
- 1893 - Yadvendra Singh Judeo, principe e politico indiano († 1963)
- 1894 - Kurt Blome, scienziato tedesco († 1969)
- 1894 - Giovanni Bocchieri, militare italiano († 1918)
- 1894 - Percy Helton, attore statunitense († 1971)
- 1895 - Nicola Bunkerd Kitbamrung, presbitero thailandese († 1944)
- 1895 - Justine Johnstone, attrice e patologa statunitense († 1982)
- 1896 - Olive Carey, attrice statunitense († 1988)
- 1896 - Sofija Janovskaja, matematica e storica russa († 1966)
- 1896 - Eric Miéville, diplomatico inglese († 1971)
- 1896 - Charlie Robertson, giocatore di baseball statunitense († 1984)
- 1896 - Lewis Strauss, politico statunitense († 1974)
- 1897 - Gypsy Abbott, attrice statunitense († 1952)
- 1897 - Guglielmo Cassinelli, generale e aviatore italiano († 1962)
- 1897 - Achille Schelstraete, calciatore belga († 1937)
- 1898 - Roger Money-Kyrle, psicoanalista britannico († 1980)
- 1899 - Tino Erler, attore italiano († 1968)
- 1899 - Béda Rigaux, teologo e presbitero belga († 1982)
- 1899 - Gottfried Weber, generale tedesco († 1958)
- 1900 - Omraam Mikhaël Aïvanhov, filosofo e pedagogo bulgaro († 1986)
- 1900 - Faustino Barbina, politico italiano († 1982)
- 1900 - Giuseppe Marzari, attore teatrale, comico e umorista italiano († 1974)
- 1900 - Betty Parsons, artista e collezionista d'arte statunitense († 1982)

## XX secolo(954)
- 1901 - Blaž Arnič, compositore sloveno († 1970)
- 1901 - Marie Luise Kaschnitz, scrittrice, poetessa e saggista tedesca († 1974)
- 1901 - Vasilij Vasil'evič Kuznecov, politico sovietico († 1990)
- 1901 - Angelo Verga, giurista italiano
- 1902 - Tallulah Bankhead, attrice statunitense († 1968)
- 1902 - Giacomo Cannonero, vescovo cattolico italiano († 1977)
- 1902 - Aleksej Gribov, attore sovietico († 1977)
- 1902 - Pál Jávor, attore ungherese († 1959)
- 1902 - Alva Myrdal, diplomatica, politica e scrittrice svedese († 1986)
- 1902 - Willy Spühler, politico svizzero († 1990)
- 1902 - Julian Steward, antropologo statunitense († 1972)
- 1903 - Jack Allen, calciatore inglese († 1957)
- 1903 - Afanasij Pavlant'evič Beloborodov, generale sovietico († 1990)
- 1903 - Gilio Bisagno, nuotatore italiano († 1987)
- 1903 - Giovanni Delago, fondista italiano († 1987)
- 1903 - Ivar Johansson, lottatore svedese († 1979)
- 1903 - Alberto Valentini, dirigente sportivo italiano
- 1904 - Francesco Minerva, arcivescovo cattolico italiano († 2004)
- 1905 - Anna Blaman, poetessa e scrittrice olandese († 1960)
- 1905 - Mario Boella, ingegnere, docente e militare italiano († 1989)
- 1905 - Theodor Burkhardt, calciatore tedesco († 1958)
- 1905 - Enrico Colombari, allenatore di calcio e calciatore italiano († 1983)
- 1905 - Eva Hart, inglese († 1996)
- 1905 - Antonín Moudrý, calciatore cecoslovacco († 1979)
- 1905 - John Henry O'Hara, scrittore statunitense († 1970)
- 1905 - Helen Lee Worthing, attrice statunitense († 1948)
- 1906 - Alfeo Brandimarte, militare e ingegnere italiano († 1944)
- 1906 - Benjamin Frankel, compositore britannico († 1973)
- 1906 - Giulio Pediconi, architetto e urbanista italiano († 1999)
- 1907 - Pedro B. Clavano, politico filippino
- 1907 - Otto Jírovec, biologo ceco († 1972)
- 1907 - Candido Manca, militare italiano († 1944)
- 1907 - Enrico Nardi, pilota automobilistico e designer italiano († 1966)
- 1907 - Edward Russell, XXVI barone de Clifford, nobile britannico († 1982)
- 1908 - Natal'ja Baranskaja, scrittrice sovietica († 2004)
- 1908 - Bill Cantrell, pilota automobilistico statunitense († 1996)
- 1908 - Hugo Giammusso, pittore e vignettista italiano († 1977)
- 1908 - Simonne Mathieu, tennista francese († 1980)
- 1908 - Mauri Nyberg-Noroma, ginnasta finlandese († 1939)
- 1908 - Atahualpa Yupanqui, cantautore, chitarrista e scrittore argentino († 1992)
- 1909 - Antonio Andretta, ciclista su strada italiano († 1966)
- 1909 - Uberto Bonetti, pittore e disegnatore italiano († 1993)
- 1909 - Walter Coy, attore statunitense († 1974)
- 1909 - Pio Gorretta, calciatore italiano († 1946)
- 1909 - Gregor Hradetzky, canoista austriaco († 1984)
- 1910 - Willibald Hahn, allenatore di calcio e calciatore austriaco († 1999)
- 1910 - Jack Mercer, doppiatore statunitense († 1984)
- 1910 - Giorgio Perlasca, italiano († 1992)
- 1910 - Ludwig von Moos, politico svizzero († 1990)
- 1911 - Aurelia Accame Bobbio, storica della letteratura italiana († 1999)
- 1911 - Eddie Byrne, attore irlandese († 1981)
- 1911 - Lavinia Gianoni, ginnasta italiana († 2005)
- 1911 - Jean Leclercq, religioso francese († 1993)
- 1911 - Władysław Mazurkiewicz, serial killer polacco († 1957)
- 1911 - Alberto Pieralisi, regista e sceneggiatore italiano († 2001)
- 1911 - Baba Vanga, mistica bulgara († 1996)
- 1912 - Garibaldo Benifei, partigiano, politico e antifascista italiano († 2015)
- 1912 - Maria Adelaide di Braganza, principessa portoghese († 2012)
- 1912 - Enrico Camici, fantino italiano († 1991)
- 1912 - Emil Göing, cestista tedesco († 1994)
- 1912 - Camilo Ponce Enríquez, politico ecuadoriano († 1976)
- 1913 - Mario Gentili, pistard, ciclista su strada e ciclocrossista italiano († 1999)
- 1913 - Don Hutson, giocatore di football americano statunitense († 1997)
- 1913 - Giuseppe Magnani, pittore italiano († 2007)
- 1913 - Maurice Manson, attore canadese († 2002)
- 1913 - Wayne Millner, giocatore di football americano e allenatore di football americano statunitense († 1976)
- 1914 - Hugh Joseph Addonizio, politico statunitense († 1981)
- 1914 - Candido Amantini, presbitero e teologo italiano († 1992)
- 1914 - Miranda Campa, attrice italiana († 1989)
- 1914 - Daya Mata, religiosa statunitense († 2010)
- 1914 - Basilio Franchina, sceneggiatore, regista e attore italiano († 2003)
- 1914 - Carey Loftin, attore e stuntman statunitense († 1997)
- 1914 - Åke Stenqvist, lunghista e velocista svedese († 2006)
- 1914 - Johannes Virolainen, politico finlandese († 2000)
- 1914 - Jersey Joe Walcott, pugile statunitense († 1994)
- 1914 - Kees Wijdekop, canoista olandese († 2008)
- 1915 - Giulio Bedeschi, militare, medico e scrittore italiano († 1990)
- 1915 - Costanza Bruno, infermiera e militare italiana († 1943)
- 1915 - Bobby Hackett, trombettista e chitarrista statunitense († 1976)
- 1915 - Håkan Lidman, ostacolista svedese († 2000)
- 1915 - Alan Lomax, etnomusicologo, antropologo e produttore discografico statunitense († 2002)
- 1915 - Thomas Merton, scrittore e monaco cristiano statunitense († 1968)
- 1915 - Diana Rowden, agente segreto britannica († 1944)
- 1915 - Porthus Silingardi, calciatore italiano († 2005)
- 1915 - Luciano Succi, ciclista su strada italiano († 2010)
- 1916 - Robert Hanbury Brown, astronomo e fisico britannico († 2002)
- 1916 - Paolo Cavallina, giornalista, scrittore e conduttore radiofonico italiano († 1986)
- 1916 - Rina Gigli, soprano italiano († 2000)
- 1916 - Sangoulé Lamizana, politico e militare burkinabé († 2005)
- 1916 - Henri Alain Liogier, botanico e educatore francese († 2009)
- 1916 - Vincent Martínez Català, calciatore spagnolo († 1965)
- 1916 - Frank Parker, tennista statunitense († 1997)
- 1917 - Fay Baker, attrice statunitense († 1987)
- 1918 - Michiyo Kogure, attrice giapponese († 1990)
- 1918 - Philip Rastelli, mafioso statunitense († 1991)
- 1918 - Guglielmo Trevisan, calciatore e allenatore di calcio italiano († 2003)
- 1919 - Jack Badham, allenatore di calcio e calciatore inglese († 1992)
- 1919 - Domenico Cremonesi, calciatore italiano († 1983)
- 1919 - Jackie Robinson, giocatore di baseball statunitense († 1972)
- 1920 - Luigi Bertoldi, politico italiano († 2001)
- 1920 - José Luis Borbolla, calciatore messicano († 2001)
- 1920 - Benoîte Groult, giornalista e scrittrice francese († 2016)
- 1920 - Amedeo Rega, calciatore italiano († 2007)
- 1920 - Siro Riccioni, militare italiano († 1956)
- 1920 - Stewart Udall, politico e ambientalista statunitense († 2010)
- 1920 - Bert Frederick Williams, calciatore inglese († 2014)
- 1921 - John Agar, attore statunitense († 2002)
- 1921 - Riccardo Allorto, musicologo e insegnante italiano († 2015)
- 1921 - Eva-Maria Buch, attivista tedesca († 1943)
- 1921 - Carol Channing, attrice e cantante statunitense († 2019)
- 1921 - Mario Lanza, tenore, attore e showman statunitense († 1959)
- 1921 - Robert Mandrou, storico francese († 1984)
- 1921 - Kurt Marti, poeta svizzero († 2017)
- 1921 - Dominique Sourdel, storico e scrittore francese († 2014)
- 1922 - Gianbattista Bertelli, pittore, illustratore e restauratore italiano († 2001)
- 1922 - Giuseppe Di Vagno, politico e avvocato italiano († 2013)
- 1922 - Joanne Dru, attrice statunitense († 1996)
- 1922 - Qin Yi, attrice cinese († 2022)
- 1922 - Bruno Schmelzinger, militare tedesco († 2013)
- 1922 - William Sylvester, attore statunitense († 1995)
- 1923 - Giuseppe Alessandrini, politico italiano († 2001)
- 1923 - Larry Buchanan, regista, sceneggiatore e produttore cinematografico statunitense († 2004)
- 1923 - Norman Mailer, scrittore statunitense († 2007)
- 1923 - Jorge María Mejía, cardinale e arcivescovo cattolico argentino († 2014)
- 1923 - Maurice Michael Otunga, cardinale e arcivescovo cattolico keniota († 2003)
- 1923 - Adela Forestello, attivista argentina († 2021)
- 1924 - Tengiz Evgen'evič Abuladze, sceneggiatore e regista sovietico († 1994)
- 1924 - William Bryant, attore statunitense († 2001)
- 1924 - Julius Richard Büchi, logico e matematico svizzero († 1984)
- 1924 - Angelo Frosi, vescovo cattolico italiano († 1995)
- 1924 - Norman Heath, calciatore inglese († 1983)
- 1925 - Paddy Buckley, calciatore scozzese († 2008)
- 1925 - Woody Campbell, cestista canadese († 2004)
- 1925 - Ramón Campos, cestista filippino († 2017)
- 1925 - Micheline Lannoy, pattinatrice artistica su ghiaccio belga († 2023)
- 1925 - Joe Lynn, calciatore inglese († 1992)
- 1925 - Krizia, stilista e imprenditrice italiana († 2015)
- 1925 - Enus Ricchi, calciatore italiano
- 1925 - Germano Sartelli, scultore italiano († 2014)
- 1925 - Paulin Soumanou Vieyra, regista beninese († 1987)
- 1926 - Antonio Briva Mirabent, vescovo cattolico spagnolo († 1994)
- 1926 - Ed Dahler, cestista statunitense († 2012)
- 1926 - Johannes Joachim Degenhardt, cardinale e arcivescovo cattolico tedesco († 2002)
- 1926 - Adriano Guerra, giornalista italiano († 2011)
- 1926 - Antonio Lionetti, allenatore di calcio e calciatore italiano († 2004)
- 1926 - Maria Emanuele di Sassonia, nobile († 2012)
- 1926 - Lev Aleksandrovič Rusov, pittore russo († 1987)
- 1926 - Chuck Willis, cantante statunitense († 1958)
- 1927 - Giampiero Boneschi, direttore d'orchestra, compositore e arrangiatore italiano († 2019)
- 1927 - Dorri El-Said, nuotatore e pallanuotista egiziano († 2015)
- 1927 - Jerry Haynes, attore e conduttore televisivo statunitense († 2011)
- 1927 - Lorraine Warren, scrittrice statunitense († 2019)
- 1928 - Florindo D'Aimmo, politico italiano († 2013)
- 1928 - Michael Degen, attore e scrittore tedesco († 2022)
- 1928 - Dušan Džamonja, scultore croato († 2009)
- 1928 - Ênio Andrade, calciatore e allenatore di calcio brasiliano († 1997)
- 1928 - Ivanne Trebbi, politica e partigiana italiana
- 1929 - Girolamo Arnaldi, storico italiano († 2016)
- 1929 - Luigi Cortesi, storico, politologo e saggista italiano († 2009)
- 1929 - Andy Milligan, regista e produttore cinematografico statunitense († 1991)
- 1929 - Rudolf Ludwig Mössbauer, fisico tedesco († 2011)
- 1929 - Jean Simmons, attrice britannica († 2010)
- 1929 - Michele Tantalo, politico italiano († 2020)
- 1929 - Giuseppe Uncini, scultore e pittore italiano († 2008)
- 1930 - Roger Adkins, cestista statunitense († 2004)
- 1930 - Jo Bonnier, pilota automobilistico svedese († 1972)
- 1930 - Megan Rice, attivista statunitense († 2021)
- 1930 - Sergius Golowin, scrittore e bibliotecario svizzero († 2006)
- 1930 - Emidio Revelli, politico e avvocato italiano († 2006)
- 1930 - Italo Toni, giornalista italiano
- 1931 - Ernie Banks, giocatore di baseball statunitense († 2015)
- 1931 - Lorraine Ellison, cantante statunitense († 1983)
- 1931 - Hansjörg Felmy, attore e doppiatore tedesco († 2007)
- 1931 - Walter Fiers, biologo belga († 2019)
- 1931 - Angelo Gandini, calciatore italiano († 1999)
- 1931 - Dante Gianoni, cestista cileno († 2013)
- 1931 - Nicholas Gordon-Lennox, diplomatico britannico († 2004)
- 1931 - Jack George Taylor, nuotatore statunitense († 1955)
- 1931 - Geoff Toseland, calciatore inglese († 2019)
- 1932 - Alfonso Avanessian, pittore iraniano († 2009)
- 1932 - Vic Crowe, allenatore di calcio e calciatore gallese († 2009)
- 1932 - Raymond Kaelbel, calciatore e allenatore di calcio francese († 2007)
- 1932 - Tomislav Kaloperović, calciatore e allenatore di calcio jugoslavo († 2002)
- 1932 - Carlo Mario Nardinocchi, politico italiano († 2022)
- 1932 - Ottilie Patterson, cantante e pianista britannica († 2011)
- 1932 - Relda Ridoni, attrice italiana
- 1932 - Gloria Sevilla, attrice filippina († 2022)
- 1932 - Pete St. John, cantautore irlandese († 2022)
- 1933 - Aníbal Alzate, calciatore colombiano († 2016)
- 1933 - Paola Faloja, regista, attrice e traduttrice italiana († 2013)
- 1933 - Alberto Gandossi, pilota motociclistico italiano
- 1933 - Morton Mower, cardiologo statunitense († 2022)
- 1933 - Bernardo Provenzano, mafioso italiano († 2016)
- 1933 - Jun John Sakurai, fisico giapponese († 1982)
- 1934 - Ernesto Brambilla, pilota motociclistico e pilota automobilistico italiano († 2020)
- 1934 - Armando Celso, attore, cabarettista e chitarrista italiano
- 1934 - James Franciscus, attore statunitense († 1991)
- 1934 - Enrico Job, artista, scenografo e scrittore italiano († 2008)
- 1934 - Brownie King, pilota automobilistico statunitense
- 1934 - Eva Mozes Kor, saggista rumena († 2019)
- 1935 - Lorenzo Calafiore, lottatore italiano († 2011)
- 1935 - Antonio Ciliberti, arcivescovo cattolico italiano († 2017)
- 1935 - Hal Lear, cestista statunitense († 2016)
- 1935 - Kenzaburō Ōe, scrittore giapponese († 2023)
- 1935 - Giulio Salierno, sociologo e scrittore italiano († 2006)
- 1936 - Antonio Fantini, politico italiano († 2013)
- 1936 - Philippe Laudenbach, attore francese († 2024)
- 1936 - Zdeněk Otáhal, sollevatore cecoslovacco († 2004)
- 1936 - Edmund Piątkowski, discobolo polacco († 2016)
- 1937 - Giacinto Bonacquisti, regista e sceneggiatore italiano († 2008)
- 1937 - Philip Glass, compositore statunitense
- 1937 - Anatolij Alekseevič Karacuba, matematico russo († 2008)
- 1937 - Bruce Marks, ex ballerino, coreografo e direttore artistico statunitense
- 1937 - Suzanne Pleshette, attrice statunitense († 2008)
- 1937 - Regimantas Adomaitis, attore e politico lituano († 2022)
- 1937 - Katalin Renn, ex cestista ungherese
- 1937 - Luigi Tripisciano, giornalista italiano
- 1938 - Chris Burford, ex giocatore di football americano statunitense
- 1938 - Lynn Carlin, attrice statunitense
- 1938 - Salvatore Di Naro, maestro di scherma italiano
- 1938 - Leonardo Fioravanti, designer, ingegnere e imprenditore italiano
- 1938 - Giuseppe Lavorato, politico italiano
- 1938 - Beatrice dei Paesi Bassi, regina olandese
- 1938 - James G. Watt, politico statunitense († 2023)
- 1939 - Jerry Brudos, serial killer statunitense († 2006)
- 1939 - Johnny Egan, cestista e allenatore di pallacanestro statunitense († 2022)
- 1939 - Hubert Harings, ex ciclista su strada, ciclocrossista e dirigente sportivo olandese
- 1939 - Leif Poulsen, allenatore di calcio e ex calciatore danese
- 1939 - Juchym Škol'nykov, calciatore e allenatore di calcio ucraino († 2009)
- 1940 - Kitch Christie, allenatore di rugby a 15 e rugbista a 15 sudafricano († 1998)
- 1940 - Stuart Margolin, attore e regista statunitense († 2022)
- 1941 - Olavi Ahonen, cestista finlandese († 1995)
- 1941 - Len Chappell, cestista statunitense († 2018)
- 1941 - Dick Gephardt, politico e avvocato statunitense
- 1941 - Edmar Japiassú Maia, ex calciatore brasiliano
- 1941 - Jerry Scheff, bassista statunitense
- 1941 - Eugène Terre'Blanche, politico e ufficiale sudafricano († 2010)
- 1941 - Jessica Walter, attrice e doppiatrice statunitense († 2021)
- 1942 - Mariella Bettarini, poetessa, saggista e scrittrice italiana
- 1942 - Daniela Bianchi, attrice e ex modella italiana
- 1942 - Jean-Pierre Bourtayre, compositore francese († 2024)
- 1942 - Adriana Giorda, pittrice italiana († 2018)
- 1942 - Derek Jarman, regista e sceneggiatore britannico († 1994)
- 1943 - Luigi Borghetti, ex pistard e ciclista su strada italiano
- 1943 - Peter McRobbie, attore scozzese
- 1943 - Miro, cantautore italiano
- 1943 - Héctor Ramírez, ex ginnasta cubano
- 1943 - Špela Rozin, attrice e personaggio televisivo slovena
- 1943 - Joan Spillane, ex nuotatrice statunitense
- 1944 - Szabolcs Baranyi, tennista ungherese († 2016)
- 1944 - Adriano Bardin, allenatore di calcio e ex calciatore italiano
- 1944 - Connie Booth, attrice e scrittrice statunitense
- 1944 - Spartaco Landini, calciatore, allenatore di calcio e dirigente sportivo italiano († 2017)
- 1944 - Silvano Mezzavilla, sceneggiatore e giornalista italiano
- 1944 - Charlie Musselwhite, musicista e armonicista statunitense
- 1944 - Michael Palumbo, storico statunitense
- 1945 - Dionisio Guillermo García Ibáñez, arcivescovo cattolico cubano
- 1945 - Lino Golin, ex calciatore italiano
- 1945 - Brenda Hale, baronessa Hale di Richmond, politica e giudice britannica
- 1945 - Darrell Hardy, ex cestista statunitense
- 1945 - Joseph Kosuth, artista statunitense
- 1945 - Enrico Perego, ex calciatore italiano
- 1945 - Birgit Radochla, ex ginnasta tedesca
- 1946 - Silvino Bercellino, allenatore di calcio e ex calciatore italiano
- 1946 - Alberto Gagliardi, politico italiano
- 1946 - Sylvia Hitchcock, modella statunitense († 2015)
- 1946 - Terry Kath, cantautore e chitarrista statunitense († 1978)
- 1946 - Ulrico Kostner, ex fondista italiano
- 1946 - Arduino Paniccia, opinionista e scrittore italiano
- 1946 - Dutch Ruppersberger, politico e avvocato statunitense
- 1946 - Wolfgang Stumph, attore e cabarettista tedesco
- 1946 - Bobby Windsor, ex rugbista a 15 britannico
- 1946 - Medin Zhega, allenatore di calcio e calciatore albanese († 2012)
- 1947 - Jonathan Banks, attore statunitense
- 1947 - Dick Garrett, ex cestista statunitense
- 1947 - Bernard Guignedoux, calciatore e allenatore di calcio francese († 2021)
- 1947 - Petr Pavlásek, sollevatore cecoslovacco († 2023)
- 1947 - Nolan Ryan, ex giocatore di baseball e dirigente sportivo statunitense
- 1947 - Pietro Sabatini, calciatore italiano († 2024)
- 1947 - Glynn Turman, attore statunitense
- 1948 - Volkmar Groß, calciatore tedesco († 2014)
- 1948 - Paul Jabara, cantautore, compositore e attore statunitense († 1992)
- 1948 - Jean-Clément Martin, storico francese
- 1948 - Gian Matteo Ranzi, ex lottatore italiano
- 1948 - Joyce, cantante e chitarrista brasiliana
- 1949 - Robert Berdella, serial killer statunitense († 1992)
- 1949 - Roberto Bernardelli, politico italiano
- 1949 - Fabio Bonci, ex calciatore e dirigente sportivo italiano
- 1949 - Rossano Caddeo, politico italiano
- 1949 - Juan Francisco Escobar, arbitro di calcio paraguaiano
- 1949 - Hiro Fujikake, compositore giapponese
- 1949 - Gene Geimer, allenatore di calcio e ex calciatore statunitense
- 1949 - Rubén Pagnanini, ex calciatore argentino
- 1949 - Franco Persiani, ingegnere italiano († 2015)
- 1949 - Ken Wilber, saggista e filosofo statunitense
- 1950 - Edward Barcik, ex ciclista su strada polacco
- 1950 - Alessandro Benvenuti, attore, cabarettista e commediografo italiano
- 1950 - Mara Colla, politica italiana
- 1950 - Aleksandr Koržakov, agente segreto sovietico
- 1950 - Nikolaj Kruglov, ex biatleta sovietico
- 1950 - John McAlle, ex calciatore inglese
- 1950 - İzzet Sürücü, cestista turco († 2021)
- 1951 - Dave Benton, musicista estone
- 1951 - Harry Wayne Casey, musicista, cantante e produttore discografico statunitense
- 1951 - Larry Farmer, ex cestista e allenatore di pallacanestro statunitense
- 1951 - Orit Gadiesh, economista israeliana
- 1951 - Phil Manzanera, chitarrista britannico
- 1951 - Larry McNeill, cestista statunitense († 2004)
- 1951 - Cristine Rose, attrice statunitense
- 1952 - Giovanni Confalonieri, politico italiano
- 1952 - Iñaki Garay, ex calciatore spagnolo
- 1952 - Petra Grabowski, ex canoista tedesca
- 1952 - Lorenzo Marugo, ex nuotatore italiano
- 1952 - Jan Hofer, giornalista e conduttore televisivo tedesco
- 1952 - Rolf Norberg, ex tennista svedese
- 1952 - Sirpa Lane, attrice finlandese († 1999)
- 1953 - José Alberto Costa, allenatore di calcio e ex calciatore portoghese
- 1953 - Abel Díez, calciatore spagnolo († 2025)
- 1953 - Phil Hicks, ex cestista statunitense
- 1953 - Sergej Borisovič Ivanov, politico, generale e agente segreto russo
- 1953 - Nodar Khizanishvili, ex calciatore sovietico
- 1953 - Sayan Sanya, cantante e attore thailandese († 2013)
- 1954 - Mauro Baldi, ex pilota automobilistico italiano
- 1954 - Anne Eenpalu, giornalista e politica estone
- 1954 - Jorge Flores González, cestista messicano († 2025)
- 1954 - Charles Jordan, cestista statunitense († 2023)
- 1954 - Gilberto Mancini, ex calciatore italiano
- 1954 - Terry Mattingly, giornalista e docente statunitense
- 1954 - Valeria Perilli, doppiatrice, annunciatrice televisiva e attrice italiana
- 1954 - Mark Slavin, lottatore israeliano († 1972)
- 1954 - Ossie Stewart, ex velista britannico
- 1954 - Adrian Vandenberg, chitarrista olandese
- 1955 - Guido Barbujani, genetista e scrittore italiano
- 1955 - Hocine Benmiloudi, calciatore algerino († 1981)
- 1955 - Viorel Cataramă, politico e imprenditore rumeno
- 1955 - Kenny Higgs, ex cestista statunitense
- 1955 - Virginia Ruzici, ex tennista rumena
- 1955 - Catherine Ryan Hyde, scrittrice statunitense
- 1955 - Renato Walter Togni, politico italiano
- 1956 - Terry Date, produttore discografico statunitense
- 1956 - Vera Glagoleva, attrice e regista russa († 2017)
- 1956 - John Lydon, cantante britannico
- 1956 - Stefan Majewski, allenatore di calcio e ex calciatore polacco
- 1956 - Trevor Manuel, politico sudafricano
- 1956 - Artur Mas, politico spagnolo
- 1956 - Klaus Ploghaus, martellista tedesco († 2022)
- 1956 - Guido van Rossum, informatico olandese
- 1956 - József Szabó, dirigente sportivo, allenatore di calcio e ex calciatore ungherese
- 1956 - Luc Viudès, ex pesista francese
- 1957 - Ronald Åhman, ex calciatore svedese
- 1957 - Shirley Babashoff, ex nuotatrice statunitense
- 1957 - Bruno Coli, compositore italiano
- 1957 - François Naoueyama, ex cestista centrafricano
- 1957 - Davide Parenti, autore televisivo e giornalista italiano
- 1957 - John Robson, ex mezzofondista britannico
- 1957 - António Veloso, allenatore di calcio e ex calciatore portoghese
- 1958 - Claudio Antonucci, ex cestista italiano
- 1958 - Aleksandar Cvjetković, attore croato
- 1958 - Fit Finlay, ex wrestler nordirlandese
- 1958 - Eduardo Hernández, ex calciatore salvadoregno
- 1958 - Art Housey, ex cestista statunitense
- 1958 - Ciro Miniero, arcivescovo cattolico italiano
- 1958 - Franco Ricordi, filosofo e attore italiano
- 1958 - Gino Rivieccio, attore e conduttore televisivo italiano
- 1958 - Mady Touré, ex calciatore guineano
- 1958 - Atanas Tărev, ex astista bulgaro
- 1959 - Pierre Aïm, direttore della fotografia francese
- 1959 - Sergej Baburin, politico e giurista russo
- 1959 - Gu Guangming, allenatore di calcio e ex calciatore cinese
- 1959 - Arto Härkönen, ex giavellottista finlandese
- 1959 - Anthony LaPaglia, attore australiano
- 1959 - Fernando Lamikiz, avvocato e economista spagnolo
- 1959 - Laura Lippman, scrittrice statunitense
- 1959 - Kelly Lynch, attrice e modella statunitense
- 1959 - Norbert Lüdecke, teologo tedesco
- 1959 - Matt Mahurin, illustratore, fotografo e regista statunitense
- 1959 - Juan Carlos Naya, attore spagnolo
- 1959 - Sandro Overend Rigillo, vescovo cattolico maltese
- 1959 - Francisco Pineda, ex calciatore spagnolo
- 1959 - Petăr Popangelov, ex sciatore alpino bulgaro
- 1959 - Mickey Simmonds, tastierista britannico
- 1960 - Antonio Elia Acerbis, ex calciatore italiano
- 1960 - George Benjamin, compositore inglese
- 1960 - Alberto Giovanni Biuso, filosofo italiano
- 1960 - Jurij Burlakov, ex fondista sovietico
- 1960 - Akbar Gangi, giornalista iraniano
- 1960 - Rod Higgins, ex cestista, allenatore di pallacanestro e dirigente sportivo statunitense
- 1960 - Liu Min, ex cestista cinese
- 1960 - Loïzos Mauroudīs, ex calciatore cipriota
- 1960 - Gian Micalessin, giornalista italiano
- 1960 - Grant Morrison, fumettista britannico
- 1960 - Željko Šturanović, politico montenegrino († 2014)
- 1960 - Joe Violanti, comico, conduttore radiofonico e autore televisivo italiano († 2023)
- 1960 - Mariasela Álvarez, modella, conduttrice televisiva e produttrice televisiva dominicana
- 1961 - 3 Steps Ahead, disc jockey olandese († 2003)
- 1961 - Fatou Bensouda, giurista gambiana
- 1961 - Luciano Cilona, ex calciatore italiano
- 1961 - Lloyd Cole, cantautore britannico
- 1961 - Giovanni Deogratias, ex calciatore italiano
- 1961 - Filiz Kerestecioğlu, politica e avvocata turca
- 1961 - Stefano Maguolo, ex cestista italiano
- 1961 - Torsten Michaelis, attore e doppiatore tedesco
- 1961 - Nicoletta Orlandi, magistrata italiana
- 1961 - Jonny Otten, ex calciatore tedesco
- 1961 - Virgilio Prosperi, musicista e musicologo italiano († 1993)
- 1961 - Corrado Roma, allenatore di calcio a 5, giocatore di calcio a 5 e calciatore italiano († 2004)
- 1961 - Christian Settipani, storico francese
- 1962 - Claudio Cipelletti, regista italiano
- 1962 - Aleksej Borisovič Miller, imprenditore e politico russo
- 1962 - Sophie Muller, regista britannica
- 1962 - Timothy Naftali, storico e giornalista canadese
- 1962 - David Oliver, attore statunitense († 1992)
- 1962 - Flavio Tranquillo, giornalista, scrittore e telecronista sportivo italiano
- 1962 - Frank Wieneke, ex judoka tedesco
- 1963 - Manuela Di Centa, dirigente sportiva, politica e ex fondista italiana
- 1963 - Boris Diecket, ex calciatore ivoriano
- 1963 - John Dye, attore e sceneggiatore statunitense († 2011)
- 1963 - Clementina Forleo, magistrata italiana
- 1963 - José Gabriel Funes, gesuita e astronomo argentino
- 1963 - Gong Ji-young, scrittrice sudcoreana
- 1963 - Gwen Graham, politica statunitense
- 1963 - Lee Choon-jae, serial killer sudcoreano
- 1963 - Mario Rossi, fumettista italiano
- 1963 - Martin Zawieja, ex sollevatore tedesco occidentale
- 1964 - Sylvie Bernier, tuffatrice canadese
- 1964 - Vincenzo Calvosa, vescovo cattolico italiano
- 1964 - Tauqeer Dar, ex hockeista su prato pakistano
- 1964 - David Díaz Rivero, allenatore di pallacanestro e ex cestista venezuelano
- 1964 - Cato Erstad, ex calciatore norvegese
- 1964 - Jeff Hanneman, chitarrista statunitense († 2013)
- 1964 - Dana Laurita, attrice statunitense
- 1964 - Miki Maya, attrice giapponese
- 1964 - Nils Muižnieks, politologo e attivista lettone
- 1964 - Gianluca Pol, ex cestista italiano
- 1965 - Giōrgos Gasparīs, ex cestista greco
- 1965 - Ofra Harnoy, violoncellista canadese
- 1965 - Diána Igaly, tiratrice a volo ungherese († 2021)
- 1965 - Lilith, cantante italiana
- 1965 - Guido Marini, vescovo cattolico italiano
- 1965 - Andri Marteinsson, ex calciatore islandese
- 1965 - Vlada Stošić, ex calciatore jugoslavo
- 1965 - René Trost, allenatore di calcio e ex calciatore olandese
- 1965 - Emilio Valencia, avvocato e ex calciatore ecuadoriano
- 1966 - Abraham Afewerki, cantante eritreo († 2006)
- 1966 - Dmitrij Alekseev, ex slittinista sovietico
- 1966 - Anne Berge, ex sciatrice alpina norvegese
- 1966 - Mohd Hashim Mustapha, allenatore di calcio e calciatore malese († 2022)
- 1966 - Luiz Antônio da Costa, allenatore di calcio e ex calciatore brasiliano
- 1966 - Shigemitsu Egawa, ex calciatore e ex giocatore di calcio a 5 giapponese
- 1966 - Dexter Fletcher, attore britannico
- 1966 - Rocco Girlanda, politico, dirigente d'azienda e giornalista italiano
- 1966 - Giant González, wrestler e cestista argentino († 2010)
- 1966 - Rolf Järmann, ex ciclista su strada svizzero
- 1966 - JJ Lehto, ex pilota automobilistico finlandese
- 1966 - Todd Strange, bassista statunitense
- 1966 - Pia Tuccitto, cantautrice italiana
- 1967 - Enrica Alifano, politica italiana
- 1967 - Federico Berruti, politico italiano
- 1967 - Chad Channing, batterista statunitense
- 1967 - Jason Cooper, batterista britannico
- 1967 - Angel Genčev, ex sollevatore bulgaro
- 1967 - Tom Hovasse, ex cestista e allenatore di pallacanestro statunitense
- 1967 - Atsuhiro Iwai, ex calciatore giapponese
- 1967 - Pablo Marini, allenatore di calcio e ex calciatore argentino
- 1967 - Mo Marley, allenatrice di calcio e ex calciatrice britannica
- 1967 - David Martínez, ex discobolo spagnolo
- 1967 - Shauna Rolston, violoncellista canadese
- 1967 - Fabrizio Salini, dirigente d'azienda italiano
- 1967 - Joey Wong, attrice taiwanese
- 1967 - Katra Zajc, ex sciatrice alpina jugoslava
- 1968 - Sylvain Booene, ex calciatore francese
- 1968 - John Collins, allenatore di calcio e ex calciatore scozzese
- 1968 - Radenko Dobraš, ex cestista jugoslavo
- 1968 - Victor Feddersen, canottiere danese
- 1968 - Markus Foser, ex sciatore alpino liechtensteinese
- 1968 - Silvio Giusti, ex calciatore italiano
- 1968 - Saidali Iuldachev, scacchista uzbeko
- 1968 - Brian Kirk, regista britannico
- 1968 - Paul Miller, ex calciatore inglese
- 1968 - Doug Pederson, ex giocatore di football americano e allenatore di football americano statunitense
- 1968 - Joy Salinas, cantante filippina
- 1968 - Semisi Sika, politico tongano
- 1968 - Michael Sinclair, ex giocatore di football americano e allenatore di football americano statunitense
- 1968 - Patrick Stevens, ex velocista belga
- 1968 - Birte Weigang, ex nuotatrice tedesca
- 1969 - Migidio Bourifa, ex maratoneta italiano
- 1969 - Marco Cavicchioli, politico italiano
- 1969 - Alessandro Chiappini, allenatore di pallavolo italiano
- 1969 - Rafael Guijosa, ex pallamanista e allenatore di pallamano spagnolo
- 1969 - Bill Huizenga, politico statunitense
- 1969 - Tito Leati, autore di giochi e traduttore italiano
- 1969 - Katjuša Pušnik, ex sciatrice alpina slovena
- 1969 - Dmitrij Sanakoev, politico e militare georgiano
- 1970 - Søren Andersen, ex calciatore danese
- 1970 - Federico Bertozzi, drammaturgo e scrittore italiano
- 1970 - Frédéric Clercq, ex pentatleta francese
- 1970 - Minnie Driver, attrice britannica
- 1970 - Goyo Jiménez, comico, attore e personaggio televisivo spagnolo
- 1970 - Juan Manuel de Prada, scrittore e opinionista spagnolo
- 1970 - Jabulani Sibanda, politico zimbabwese
- 1971 - George Evans, ex cestista statunitense
- 1971 - Danielle Ferland, attrice e cantante statunitense
- 1971 - Rita Guarino, allenatrice di calcio e ex calciatrice italiana
- 1971 - Gábor Kósa, storico e sinologo ungherese
- 1971 - Lee Young-ae, attrice sudcoreana
- 1971 - Yasuo Manaka, ex calciatore giapponese
- 1971 - Andrij Parubij, politico ucraino
- 1971 - Patricia Velásquez, attrice e supermodella venezuelana
- 1971 - Stefan Wolf, ex calciatore svizzero
- 1971 - Julio César Yegros, ex calciatore paraguaiano
- 1972 - Yuri Ancarani, artista e regista italiano
- 1972 - Darío Cabrol, ex calciatore argentino
- 1972 - Toni Fornari, attore, regista e sceneggiatore italiano
- 1972 - Garret Graves, politico statunitense
- 1972 - Stefan Kunz, ex fondista liechtensteinese
- 1972 - Rolandas Makrickas, cardinale e arcivescovo cattolico lituano
- 1972 - Reinier Robbemond, allenatore di calcio e ex calciatore olandese
- 1973 - Portia de Rossi, ex modella, attrice e scrittrice australiana
- 1973 - Baciro Djá, politico guineense
- 1973 - Salvo Sottile, giornalista, conduttore televisivo e scrittore italiano
- 1974 - Ary Abittan, attore e umorista francese
- 1974 - Othella Harrington, ex cestista, allenatore di pallacanestro e dirigente sportivo statunitense
- 1974 - Hajnalka Hollósy, ex cestista ungherese
- 1974 - Chad Hunt, ex attore pornografico statunitense
- 1974 - Andrew Lockington, compositore canadese
- 1974 - Afu-Ra, rapper statunitense
- 1974 - Lea Ribarič, sciatrice alpina slovena († 1994)
- 1974 - Anna Silk, attrice canadese
- 1974 - Alina Słabęcka, ex cestista polacca
- 1974 - Peter Slicho, ex calciatore slovacco
- 1974 - Michael Waltz, politico statunitense
- 1975 - Janelle Bynum, politica statunitense
- 1975 - Cíntia Silva dos Santos, ex cestista e allenatrice di pallacanestro brasiliana
- 1975 - Vincent Fernandez, ex calciatore francese
- 1975 - Neville Godwin, allenatore di tennis e ex tennista sudafricano
- 1975 - Miguel Ángel Gandara, ex calciatore cubano
- 1975 - Papi Khomane, calciatore sudafricano († 2023)
- 1975 - Kenard Lang, ex giocatore di football americano statunitense
- 1975 - Massimiliano Mondello, pongista italiano
- 1975 - Walter Pérez, ex pistard argentino
- 1975 - Ricardo Phillips, ex calciatore panamense
- 1975 - Matt Rhule, allenatore di football americano statunitense
- 1975 - Jemeil Rich, ex cestista statunitense
- 1975 - Carlos Sánchez, allenatore di calcio a 5 e ex giocatore di calcio a 5 argentino
- 1975 - Fabian Schmidt, schermidore tedesco
- 1975 - Jason Turner, tiratore a segno statunitense
- 1975 - Preity Zinta, attrice indiana
- 1976 - Paolo Agostini, ex calciatore italiano
- 1976 - Daniel Bisogno, ex calciatore uruguaiano
- 1976 - Traïanos Dellas, allenatore di calcio e ex calciatore greco
- 1976 - Claudio Graf, allenatore di calcio e ex calciatore argentino
- 1976 - Numskull, rapper statunitense
- 1976 - Vincent Masingue, ex cestista francese
- 1976 - Tyrone Nesby, ex cestista, allenatore di pallacanestro e rapper statunitense
- 1976 - Giovanni Orfei, allenatore di calcio e ex calciatore italiano
- 1976 - Zuleydis Ortiz, schermitrice cubana
- 1976 - Buddy Rice, pilota automobilistico statunitense
- 1976 - Simone Rosalba, ex pallavolista italiano
- 1976 - Malvino Salvador, attore e modello brasiliano
- 1976 - Paul Scheer, attore, comico e sceneggiatore statunitense
- 1976 - Yasuyuki Takishita, ex sciatore alpino giapponese
- 1976 - Tomáš Zíb, ex tennista ceco
- 1977 - Israel Alves, ex giocatore di calcio a 5 portoghese
- 1977 - Michele Antonioli, ex pattinatore di short track italiano
- 1977 - Tania Belvederesi, ex ciclista su strada italiana
- 1977 - Torri Edwards, ex velocista statunitense
- 1977 - Eddie Gustafsson, ex calciatore statunitense
- 1977 - Shingo Katori, cantante, attore e doppiatore giapponese
- 1977 - Nkhiphitheni Matombo, ex calciatore sudafricano
- 1977 - Renzo Mazzoleni, ex ciclista su strada italiano
- 1977 - Giuliano Modarelli, chitarrista italiano
- 1977 - Bobby Moynihan, attore statunitense
- 1977 - Sergei Pareiko, ex calciatore estone
- 1977 - Salvo Sallemi, avvocato e politico italiano
- 1977 - Katherine Shindle, modella e attrice statunitense
- 1977 - Válter Apolinário da Silva, ex cestista brasiliano
- 1977 - Kerry Washington, attrice statunitense
- 1978 - Beatrice Brignone, politica italiana
- 1978 - Chen Yi-ju, ex cestista taiwanese
- 1978 - Annemarie Forder, ex tiratrice a segno australiana
- 1978 - Ivajlo Gabrovski, ex ciclista su strada bulgaro
- 1978 - Patrick Gruber, ex slittinista italiano
- 1978 - Dimitris Lalos, attore e regista greco
- 1978 - Ibolya Oláh, cantante ungherese
- 1978 - Mattia Palazzi, politico italiano
- 1978 - Łukasz Skrzyński, ex calciatore polacco
- 1978 - Simone Tiribocchi, allenatore di calcio e ex calciatore italiano
- 1978 - Marvin Willoughby, ex cestista tedesco
- 1979 - Brahim Asloum, pugile francese
- 1979 - Claudia Gattini, ex cestista italiana
- 1979 - Julio Mázzaro, ex cestista argentino
- 1979 - Robert Saleh, allenatore di football americano statunitense
- 1979 - Emmett Scanlan, attore irlandese
- 1979 - Georgia Schweitzer, ex cestista e allenatrice di pallacanestro statunitense
- 1979 - Melanie Stansbury, politica statunitense
- 1979 - Felix Sturm, pugile tedesco
- 1979 - Daniel Tammet, scrittore britannico
- 1979 - Josh Wald, modello statunitense
- 1979 - Jenny Wolf, ex pattinatrice di velocità su ghiaccio tedesca
- 1980 - Abu al Hasan al Hashimi al Qurashi, terrorista iracheno († 2022)
- 1980 - Johnny Castle, attore pornografico statunitense
- 1980 - Gary Doherty, ex calciatore irlandese
- 1980 - Sergej Fedorovcev, canottiere russo
- 1980 - Jens Hakanowitz, ex cestista danese
- 1980 - April L. Hernandez, attrice statunitense
- 1980 - K.Maro, cantante e rapper libanese
- 1980 - Tiffany Limos, attrice e ex modella statunitense
- 1980 - Alan van der Merwe, pilota automobilistico sudafricano
- 1980 - Leonardo Migliónico, ex calciatore uruguaiano
- 1980 - Dan Milisavljevic, astronomo canadese
- 1980 - Alexandra Munteanu, ex sciatrice alpina statunitense
- 1980 - Ruslan Vasil'evič Skvorcov, ballerino russo
- 1980 - Shim Yi-young, attrice e modella sudcoreana
- 1980 - Aleksandar Simić, ex calciatore serbo
- 1980 - Melissa Stockwell, militare e triatleta statunitense
- 1980 - Luisa Tamanini, ex ciclista su strada italiana
- 1980 - Jurica Vranješ, ex calciatore croato
- 1980 - Clarissa Ward, giornalista e conduttrice televisiva statunitense
- 1981 - Julio Arca, allenatore di calcio e ex calciatore argentino
- 1981 - Amrita Arora, attrice indiana
- 1981 - Badr El Kaddouri, ex calciatore marocchino
- 1981 - André Hanssen, ex calciatore norvegese
- 1981 - Diego Hartfield, tennista argentino
- 1981 - Marnix Kolder, ex calciatore olandese
- 1981 - Ion Luchianov, siepista moldavo
- 1981 - Yūsei Matsui, fumettista giapponese
- 1981 - Danilo Napolitano, ex ciclista su strada e pistard italiano
- 1981 - Julija Načalova, cantante e attrice russa († 2019)
- 1981 - Afik Nissim, dirigente sportivo e ex cestista israeliano
- 1981 - Selçuk Şahin, allenatore di calcio e ex calciatore turco
- 1981 - Justin Timberlake, cantautore, ballerino e attore statunitense
- 1981 - Laëtitia Tonazzi, ex calciatrice francese
- 1981 - Salvatore Vicari, ex calciatore italiano
- 1981 - Przemysław Wacha, giocatore di badminton polacco
- 1982 - Josh Almanson, ex cestista statunitense
- 1982 - Maret Ani, ex tennista estone
- 1982 - Dituabanza Nsumbu, ex calciatore congolese (Repubblica Democratica del Congo)
- 1982 - Cédric Fabien, ex calciatore francese
- 1982 - Biljana Gligorović, pallavolista croata
- 1982 - Andreas Görlitz, ex calciatore tedesco
- 1982 - Conor Grace, ex cestista irlandese
- 1982 - Ștefan Grigorie, ex calciatore rumeno
- 1982 - Marco Mancinelli, allenatore di calcio e ex calciatore italiano
- 1982 - Marta Nieto, attrice spagnola
- 1982 - Salvatore Masiello, ex calciatore italiano
- 1982 - Allan McGregor, allenatore di calcio e ex calciatore scozzese
- 1982 - Emanuele Morini, calciatore italiano
- 1982 - Helena Paparizou, cantante svedese
- 1982 - Francesco Parravicini, allenatore di calcio e ex calciatore italiano
- 1982 - Jānis Sprukts, hockeista su ghiaccio lettone
- 1982 - Robert Szczot, ex calciatore polacco
- 1982 - Aleksej Verbov, allenatore di pallavolo e pallavolista russo
- 1982 - Guillaume Yango, ex cestista francese
- 1983 - Elizabeth Armstrong, pallanuotista statunitense
- 1983 - Acorán Barrera, ex calciatore spagnolo
- 1983 - Chiara Bertoglio, pianista, musicologa e teologa italiana
- 1983 - Belçim Bilgin, attrice turca
- 1983 - Patrick Cobbs, allenatore di football americano e ex giocatore di football americano statunitense
- 1983 - Jader Fornari, giocatore di calcio a 5 brasiliano
- 1983 - Keen'V, cantante francese
- 1983 - Ted King, ex ciclista su strada statunitense
- 1983 - Mauro e Andrea, conduttore radiofonico italiano
- 1983 - Obina, ex calciatore brasiliano
- 1983 - Fabio Quagliarella, ex calciatore italiano
- 1983 - Ronaldo Vanin, calciatore brasiliano
- 1984 - Alessio Arena, scrittore e cantautore italiano
- 1984 - Malika Ayane, cantautrice italiana
- 1984 - Paul Baccaglini, personaggio televisivo e imprenditore statunitense
- 1984 - Killian Brennan, ex calciatore irlandese
- 1984 - Vladimir Bystrov, allenatore di calcio e ex calciatore russo
- 1984 - Vernon Davis, giocatore di football americano statunitense
- 1984 - Aran Hakutora, lottatore di sumo russo
- 1984 - Viktor Kejru, ex cestista russo
- 1984 - Baihakki Khaizan, ex calciatore singaporiano
- 1984 - Charlie Laine, attrice pornografica e modella statunitense
- 1984 - Jonathan Lardot, arbitro di calcio belga
- 1984 - Julija Leancjuk, pesista bielorussa
- 1984 - Alexander Ludwig, ex calciatore tedesco
- 1984 - Dean Marney, ex calciatore inglese
- 1984 - Gonzalo Porras, ex calciatore uruguaiano
- 1984 - Wilson Rodrigues de Moura Júnior, ex calciatore brasiliano
- 1984 - Alessandro Rosina, ex calciatore italiano
- 1984 - Mohammed Tchité, ex calciatore burundese
- 1984 - Jeremy Wariner, ex velocista statunitense
- 1984 - Alessandro Zanni, ex rugbista a 15 italiano
- 1984 - Mariusz Zganiacz, ex calciatore polacco
- 1985 - Sarah Austmann, ex cestista tedesca
- 1985 - Grégory Baugé, ex pistard francese
- 1985 - Laura Bechtolsheimer, cavallerizza tedesca
- 1985 - Christophe Berra, ex calciatore scozzese
- 1985 - Lorenzo Carotti, ex calciatore italiano
- 1985 - Túlio de Melo, ex calciatore brasiliano
- 1985 - Adam Federici, ex calciatore australiano
- 1985 - Russell Fry, politico statunitense
- 1985 - Oxxxymiron, rapper e attivista russo
- 1985 - Novak Martinović, ex calciatore serbo
- 1985 - Thor Möger Pedersen, politico danese
- 1985 - Morten Rasmussen, ex calciatore danese
- 1985 - Tyler Ritter, attore statunitense
- 1985 - Kevin Romy, hockeista su ghiaccio svizzero
- 1985 - Kalomira, cantante greca
- 1985 - Guia Termini, politica italiana
- 1985 - Virginio, cantautore italiano
- 1985 - Mario Williams, giocatore di football americano statunitense
- 1986 - Alex Baptiste, ex calciatore inglese
- 1986 - Walter Dix, ex velocista statunitense
- 1986 - Megan Ellison, produttrice cinematografica statunitense
- 1986 - George Elokobi, allenatore di calcio e ex calciatore camerunese
- 1986 - Hélio José de Souza Gonçalves, calciatore brasiliano
- 1986 - Adolfo Hirsch, calciatore argentino
- 1986 - Alenka Kuerner, ex sciatrice alpina slovena
- 1986 - Dīmītrīs Lolas, cestista greco
- 1986 - Yves Makabu-Makalambay, ex calciatore belga
- 1986 - Ángel Martínez Cervera, ex calciatore spagnolo
- 1986 - Pauline Parmentier, ex tennista francese
- 1986 - Sascha Pichler, ex calciatore austriaco
- 1986 - Qin Kai, tuffatore cinese
- 1986 - Damián Stazzone, ex giocatore di calcio a 5 argentino
- 1986 - Florian Taulemesse, calciatore francese
- 1986 - Dirk Westphal, pallavolista tedesco
- 1987 - Eid Al-Farsi, calciatore omanita
- 1987 - Pat Angerer, giocatore di football americano statunitense
- 1987 - Brandon Bollig, hockeista su ghiaccio statunitense
- 1987 - Steve Delaval, ex giocatore di football americano francese
- 1987 - Abdelmoumene Djabou, ex calciatore algerino
- 1987 - Silvia Domínguez, cestista spagnola
- 1987 - Victor Amaro, ex calciatore brasiliano
- 1987 - Tyler Hubbard, cantautore statunitense
- 1987 - Dmitrij Il'inych, pallavolista russo
- 1987 - Jérémy Leloup, cestista francese
- 1987 - Sean Lynch, ex calciatore scozzese
- 1987 - Marcus Mumford, cantante, musicista e produttore discografico britannico
- 1987 - Selu Nieto, attore spagnolo
- 1987 - Victor Ortiz, attore e pugile statunitense
- 1987 - Christopher Oualembo, ex calciatore francese
- 1987 - Radoš Protić, ex calciatore serbo
- 1987 - Raúl Richter, attore, doppiatore e conduttore televisivo tedesco
- 1987 - Kohei Saito, filosofo giapponese
- 1987 - Anjana Vasan, attrice singaporiana
- 1987 - Zach Watkins, ex giocatore di football americano e allenatore di football americano statunitense
- 1987 - Oksana Šačko, attivista e pittrice ucraina († 2018)
- 1988 - Jóhan Troest Davidsen, ex calciatore faroese
- 1988 - Ivan Demetz, ex hockeista su ghiaccio italiano
- 1988 - Silvia Marziali, arbitro di pallacanestro italiano
- 1988 - Chiró N'Toko, ex calciatore congolese (Repubblica Democratica del Congo)
- 1988 - Silvia Motta, ex pallanuotista italiana
- 1988 - Nemani Nadolo, rugbista a 15 figiano
- 1988 - Gregory Nelson, ex calciatore olandese
- 1988 - Brett Pitman, calciatore inglese
- 1988 - Mario Risso, calciatore uruguaiano
- 1988 - Line Røddik Hansen, calciatrice danese
- 1988 - Sidney Sam, ex calciatore tedesco
- 1988 - Robert Seifert, ex pattinatore di short track tedesco
- 1988 - Taijo Teniste, calciatore estone
- 1988 - Zhou Lüxin, tuffatore cinese
- 1989 - Alex Agius Saliba, politico maltese
- 1989 - Guilherme Andrade, ex calciatore brasiliano
- 1989 - Nadir Caselli, attrice e modella italiana
- 1989 - Vitalij D'jakov, ex calciatore russo
- 1989 - Natalia Duco, pesista cilena
- 1989 - Sebastian Eriksson, ex calciatore svedese
- 1989 - Elia Favilli, ciclista su strada e mountain biker italiano
- 1989 - Dontrelle Inman, giocatore di football americano statunitense
- 1989 - Manuel Junglas, calciatore tedesco
- 1989 - Tommy La Stella, giocatore di baseball statunitense
- 1989 - Pedro Leal, calciatore costaricano
- 1989 - Damián Lemos, calciatore argentino
- 1989 - Sebastian Liebl, ex sciatore alpino tedesco
- 1989 - Raoul Loé, ex calciatore camerunese
- 1989 - ManuElla, cantante slovena
- 1989 - Sainey Nyassi, ex calciatore gambiano
- 1989 - Sanna Nyassi, ex calciatore gambiano
- 1989 - Listner Pierre-Louis, calciatore francese
- 1989 - Evgenij Pomazan, ex calciatore russo
- 1989 - Olena Samburs'ka, cestista ucraina
- 1989 - Danijel Subotić, calciatore bosniaco
- 1989 - Ingus Šlampe, ex calciatore lettone
- 1990 - Rubén Botta, calciatore argentino
- 1990 - Félix Denayer, hockeista su prato belga
- 1990 - Thea Grosvold, ex sciatrice alpina norvegese
- 1990 - Nicolás Laprovíttola, cestista argentino
- 1990 - Jacob Markström, hockeista su ghiaccio svedese
- 1990 - Damián Alberto Martínez, calciatore argentino
- 1990 - Jordan Massengo, calciatore francese
- 1990 - Rodrigo Javier Noya, ex calciatore argentino
- 1990 - Fabio Pereyra, calciatore argentino
- 1990 - Tursunali Rustamov, calciatore kirghiso
- 1990 - Maciej Staręga, fondista polacco
- 1990 - Marco Trungelliti, tennista argentino
- 1990 - Cro, rapper, cantante e produttore discografico tedesco
- 1990 - Bernadett Zágor, calciatrice ungherese
- 1991 - Bryan Carrasco, calciatore cileno
- 1991 - Claudio Casisa, cabarettista, attore e youtuber italiano
- 1991 - Greg Cunningham, calciatore irlandese
- 1991 - Rafaela Dal'Maz, giocatrice di calcio a 5 brasiliana
- 1991 - Jerry Donga, calciatore salomonese
- 1991 - Ted Hooper, ex lunghista taiwanese
- 1991 - Stine Hovland, calciatrice norvegese
- 1991 - Keizaburō Isagawa, giocatore di football americano giapponese
- 1991 - Ju Wenjun, scacchista cinese
- 1991 - Nicole Koolhaas, ex pallavolista olandese
- 1991 - Ivan Lazarev, cestista russo
- 1991 - Chisamba Lungu, calciatore zambiano
- 1991 - Tim Mastnak, snowboarder sloveno
- 1991 - Conor McCullough, martellista statunitense
- 1991 - Nuno Reis, calciatore portoghese
- 1991 - Harrison Peacock, pallavolista australiano
- 1991 - Jakub Považanec, calciatore slovacco
- 1991 - Rohit Saggi, arbitro di calcio norvegese
- 1991 - Andrėj Ščarbakoŭ, calciatore bielorusso († 2018)
- 1991 - Abdulla Shallal, calciatore bahreinita
- 1991 - Mehdi Shiri, calciatore iraniano
- 1991 - Korey Smith, calciatore inglese
- 1992 - Wumi Agunbiade, ex cestista canadese
- 1992 - Aldair Baldé, calciatore portoghese
- 1992 - Raffaello Bonusi, ex ciclista su strada italiano
- 1992 - Christopher, cantante danese
- 1992 - Mateusz Cichocki, calciatore polacco
- 1992 - Andrea Collarini, tennista statunitense
- 1992 - Victor Crone, cantante svedese
- 1992 - Benjamin Girth, calciatore tedesco
- 1992 - Gaëtan Haas, hockeista su ghiaccio svizzero
- 1992 - Jeff Hendrick, calciatore irlandese
- 1992 - Amy Jackson, attrice e modella britannica
- 1992 - Dico Koppers, ex calciatore olandese
- 1992 - Kwon Kyung-won, calciatore sudcoreano
- 1992 - Aleksandr Loginov, biatleta russo
- 1992 - Xandro Meurisse, ciclista su strada belga
- 1992 - Colby Minifie, attrice statunitense
- 1992 - Emiljano Musta, calciatore albanese
- 1992 - Carlos Novas, cestista dominicano
- 1992 - Babatunde Olumuyiwa, cestista sierraleonese
- 1992 - Giulia Riva, velocista italiana
- 1992 - Bouna Sarr, calciatore francese
- 1992 - Filippo Scaglia, calciatore italiano
- 1992 - Tyler Seguin, hockeista su ghiaccio canadese
- 1992 - Lasha Shavdatuashvili, judoka georgiano
- 1992 - Benjamin Siegrist, calciatore svizzero
- 1992 - Hanna Solovej, ciclista su strada e pistard ucraina
- 1992 - Renato Vieira Rodrigues, calciatore brasiliano
- 1992 - Lincoln Younes, attore australiano
- 1992 - Zhou Dongyu, attrice cinese
- 1993 - Ahmed Alaaeldin, calciatore qatariota
- 1993 - Majed Radhi Al-Sayed, multiplista kuwaitiano
- 1993 - Yaqoub Al-Youha, ostacolista kuwaitiano
- 1993 - Tristan Do, calciatore thailandese
- 1993 - Louisa Harland, attrice irlandese
- 1993 - Tommi Huolila, cestista finlandese
- 1993 - Ku Bon-chan, arciere sudcoreano
- 1993 - Fernando Lewis, calciatore olandese
- 1993 - Steffen Lie Skålevik, calciatore norvegese
- 1993 - Sofia Luciani, ex giocatrice di calcio a 5 e ex calciatrice italiana
- 1993 - Liam Moore, ex calciatore inglese
- 1993 - Joash Onyango, calciatore keniota
- 1993 - Catalina Pella, tennista argentina
- 1993 - Qiu Bo, tuffatore cinese
- 1993 - Sanan Vjačeslavovič Sjugirov, scacchista russo
- 1993 - Ford Swette, ex sciatore alpino canadese
- 1994 - Robin Amaize, cestista tedesco
- 1994 - Milovan Amović, giocatore di football americano serbo
- 1994 - Dino Beširović, calciatore bosniaco
- 1994 - Deonte Burton, cestista statunitense
- 1994 - Vitalik Buterin, programmatore russo
- 1994 - Samuel Eduok, calciatore nigeriano
- 1994 - Dominik Kohr, calciatore tedesco
- 1994 - Dimităr Krăstanov, pentatleta bulgaro
- 1994 - Alex Lawson, tennista e allenatore di tennis statunitense
- 1994 - Silke Lippok, ex nuotatrice tedesca
- 1994 - Andreas Malin, calciatore austriaco
- 1994 - Ilija Martinović, calciatore montenegrino
- 1994 - Jameel Warney, cestista statunitense
- 1994 - Kenneth Zohore, calciatore danese
- 1995 - Herbert Bockhorn, calciatore tedesco
- 1995 - Romain Gall, calciatore francese
- 1995 - Mïxaïl Golwbnïchïý, calciatore kazako
- 1995 - Isaak, cantante tedesco
- 1995 - Linnae Harper, cestista statunitense
- 1995 - Tuukka Lehtonen, giocatore di football americano finlandese
- 1995 - Christy Manzinga, calciatore francese
- 1995 - Michaël Maria, ex calciatore olandese
- 1995 - Laura Melandri, pallavolista italiana
- 1995 - Ijiel Protti, calciatore argentino
- 1995 - Jalen Reeves-Maybin, giocatore di football americano statunitense
- 1995 - Nina Sublatti, cantante, cantautrice e modella georgiana
- 1995 - Gildo Vilanculos, calciatore mozambicano
- 1996 - Yazan Abu Arab, calciatore giordano
- 1996 - Elias Andersson, calciatore svedese
- 1996 - Leron Black, ex cestista e allenatore di pallacanestro statunitense
- 1996 - Francesca Blasoni, calciatrice italiana
- 1996 - Biagio Borrelli, pallanuotista italiano
- 1996 - Tiago Castro, calciatore portoghese
- 1996 - Joel Courtney, attore statunitense
- 1996 - Nikita Dragun, imprenditrice e youtuber belga
- 1996 - Jonas Gemmer, calciatore danese
- 1996 - Robert Grant, velocista e ostacolista italiano
- 1996 - Juanpe, calciatore spagnolo
- 1996 - Krišs Kārkliņš, calciatore lettone
- 1996 - Chris Lammons, giocatore di football americano statunitense
- 1996 - Master KG, cantante e disc jockey sudafricano
- 1996 - Regina Oja, biatleta estone
- 1996 - AJ Paterson, calciatore statunitense
- 1996 - Léo Pereira, calciatore brasiliano
- 1996 - Ekaterina Tyryškina, calciatrice russa
- 1996 - Jordan Ver Hoeve, attore e modello statunitense
- 1996 - Gavin Whyte, calciatore nordirlandese
- 1996 - Jamie Wilson, calciatore anglo-verginiano
- 1997 - Fares Arnaout, calciatore siriano
- 1997 - Arvid Auner, snowboarder austriaco
- 1997 - Donte DiVincenzo, cestista statunitense
- 1997 - Ali El Ghrari, arciere libico
- 1997 - Arnaut Danjuma, calciatore nigeriano
- 1997 - Tiffany James, velocista giamaicana
- 1997 - Panuwat Kerdthongtavee, attore televisivo thailandese
- 1997 - Anna Lazareva, pallavolista russa
- 1997 - Khadija Shaw, calciatrice giamaicana
- 1997 - Matheus Sousa Pereira, calciatore brasiliano
- 1997 - Horace Spencer, cestista statunitense
- 1997 - Hina Sugita, calciatrice giapponese
- 1998 - Takahiro Akimoto, calciatore giapponese
- 1998 - Aritz Arambarri, calciatore spagnolo
- 1998 - Felix Beijmo, calciatore svedese
- 1998 - Beto Betuncal, calciatore portoghese
- 1998 - Matheus Bianqui, calciatore brasiliano
- 1998 - Josh Goldin, ex giocatore di football americano statunitense
- 1998 - Amadou Haidara, calciatore maliano
- 1998 - Usheoritse Itsekiri, velocista nigeriano
- 1998 - Akira Komata, schermidore giapponese
- 1998 - Isi Manellari, calciatore albanese
- 1998 - Jalen McDaniels, cestista statunitense
- 1998 - Bradie Tennell, pattinatrice artistica su ghiaccio statunitense
- 1998 - Payton Willis, cestista statunitense
- 1998 - Chris Willock, calciatore inglese
- 1998 - Maruša Štangar, judoka slovena
- 1999 - Manuel Insaurralde, calciatore argentino
- 1999 - Ronnie Rivers, giocatore di football americano statunitense
- 1999 - Hugo Souza, calciatore brasiliano
- 2000 - Nishan Burkart, calciatore svizzero
- 2000 - Gerson Chávez, calciatore honduregno
- 2000 - Hugo Guillamón, calciatore spagnolo
- 2000 - Guo Haowen, cestista cinese
- 2000 - Han Da-kyung, nuotatrice sudcoreana
- 2000 - Laura Heredia, pentatleta spagnola
- 2000 - Oleg Isaenko, calciatore russo
- 2000 - Alexandru Ișfan, calciatore rumeno
- 2000 - Kirill Kolesničenko, calciatore russo
- 2000 - Lukáš Kubiš, ciclista su strada, pistard e ciclocrossista slovacco
- 2000 - Philipp Lackner, ex sciatore alpino austriaco
- 2000 - Luo Honghao, giocatore di snooker cinese
- 2000 - Mateo Ortíz, calciatore ecuadoriano
- 2000 - Marcos Portillo, calciatore argentino
- 2000 - Vasyl' Runič, calciatore ucraino
- 2000 - Alaaeddin Hassan, calciatore palestinese
- 2000 - Willian Lima, judoka brasiliano
- 2000 - Julián Álvarez, calciatore argentino

## XXI secolo(46)
- 2001 - Pedro Henrique, calciatore brasiliano
- 2001 - Eduardo Anderson, calciatore panamense
- 2001 - Rafael Bandeira, calciatore portoghese
- 2001 - Dominik Cipf, calciatore ungherese
- 2001 - Michaela Gosselin, sciatrice alpina canadese
- 2001 - Damian Isac, calciatore rumeno
- 2001 - Roschon Johnson, giocatore di football americano statunitense
- 2001 - Grace Kazadi, calciatrice francese
- 2001 - Bautista Lugarini, cestista argentino
- 2001 - Efrem Mekonnen, mezzofondista etiope
- 2001 - Adam Siao Him Fa, pattinatore artistico su ghiaccio francese
- 2001 - Ahed Tamimi, attivista palestinese
- 2001 - Egor Teslenko, calciatore russo
- 2002 - Josh Atencio, calciatore statunitense
- 2002 - Luke Browning, pilota automobilistico britannico
- 2002 - Jesús Alejandro Gómez Molina, calciatore messicano
- 2002 - Isak Jansson, calciatore svedese
- 2002 - Giovanni Manson Ribeiro, calciatore brasiliano
- 2002 - Yesit Martínez, calciatore boliviano
- 2002 - Sven Schwarz, nuotatore tedesco
- 2002 - Beñat Turrientes, calciatore spagnolo
- 2003 - Bruno Antúnez, calciatore uruguaiano
- 2003 - Thijs De Ridder, cestista belga
- 2003 - Mathías De Ritis, calciatore uruguaiano
- 2003 - Franko Grgić, nuotatore croato
- 2003 - Naïm Van Attenhoven, calciatore belga
- 2004 - Samed Baždar, calciatore bosniaco
- 2004 - Djaoui Cissé, calciatore francese
- 2004 - Adrián Fernández, pilota motociclistico spagnolo
- 2004 - Bruno Hernández, calciatore uruguaiano
- 2004 - Damien Martinez, giocatore di football americano statunitense
- 2004 - Rômulo Helberth Pereira Junior, calciatore brasiliano
- 2004 - José Río, calciatore uruguaiano
- 2004 - Charlie Webster, calciatore inglese
- 2005 - Rasmus Bakkevig, sciatore alpino norvegese
- 2005 - Rafel Bauzà, calciatore spagnolo
- 2005 - Dawid Drachal, calciatore polacco
- 2005 - Rodrigo Hernández Álvez, calciatore uruguaiano
- 2005 - Kevin Martins, calciatore italiano
- 2005 - Jaime Peralta, calciatore colombiano
- 2005 - Momodou Sonko, calciatore svedese
- 2006 - Sára Bejlek, tennista ceca
- 2006 - Franco Minerva, calciatore argentino
- 2006 - Stiven Muhlethaler, calciatore uruguaiano
- 2006 - Gianluca Prestianni, calciatore argentino
- 2007 - Lea Anna Krajčovičová, nuotatrice artistica slovacca

## Senza anno specificato(1)
- Ceui, cantante giapponese